# D'isthme en isthme
D'isthme en isthme (en russe : От косы до косы), est une piste cyclable de l'oblast de Kaliningrad en Russie devant à terme faire partie dans le projet EuroVelo de l'EuroVelo 10 et de l'EuroVelo 13, programme d’aménagement de voie cyclable à l’échelle européenne.
Construite en deux étapes depuis 2019, ce sera à terme la plus longue piste cyclable de l'oblast. Sur 150 kilomètres à terme, elle reliera la frontière lituanienne sur l'isthme de Courlande à la frontière polonaise sur la presqu'île de la Vistule, en longeant la mer Baltique. Les principales villes traversées sont Zelenogradsk, Svetlogorsk, Iantarny, Primorsk ainsi que Baltiïsk, toutes des destinations balnéaires de la Baltique.
À la suite de l'invasion de l'Ukraine par la Russie en 2022, l'Union européenne a arrêté la coopération avec l'oblast, mais l'oblast a décidé de poursuivre le projet à son terme. La première des deux sections doit ouvrir en 2023.

## Histoire

### Projet
Le 18 juin 2019, lors du IXe forum des régions partenaires de l'oblast de Kaliningrad, un contrat de subvention a été signé pour le projet à grande échelle nommé « CBCycle : Pistes cyclables transfrontalières pour la promotion et l'utilisation durable du patrimoine culturel ». Ce projet s'inscrit dans le cadre de la coopération transfrontalière « Russie-Pologne 2014-2020 ». 
Le projet inclut ainsi la création d'une piste cyclable longue de 150 kilomètres à terme, qui reliera la frontière lituanienne sur l'isthme de Courlande à la frontière polonaise sur la presqu'île de la Vistule, en longeant la mer Baltique. La piste est baptisée d'isthme en isthme, en l'honneur de celui de Courlande et de celui de la Vistule. Le projet était étudié depuis 2016, avec une conclusion positive de l'État le 6 février 2016 par l'entreprise AKKO qui était chargée de constituer le projet.
La mise en œuvre du projet est prévue pour 2019-2022, qui inclut un budget total de 4,5 millions d'euros, dont 4,39 millions pour les infrastructures. Le programme est financé à parité par l'Union européenne et la fédération de Russie.

### Première étape
La première étape est longue de 33,72 km, et relie la frontière la frontière lituanienne au village de Primorié (okroug urbain de Svetlogorsk). En mai 2023, il ne restait à poser plus que 10 mètres de pistes, et le marquage, panneaux et autres ont été installées. Le trafic de vélo est déjà important certains jours, en particulier durant les vacances. Par ailleurs, aucun arbre n'a été abattu pendant la première étape.

### Deuxième étape
La longueur de la deuxième étape est 60 km, devant relier Primorié à Baltiïsk et son constructeur a été désigné en décembre 2022. L'itinéraire devait à la base longer le plus près possible la côte, mais à cause de terres appartenant au ministère de la Défense, il en sera en partie dévié. Le 29 juillet 2023, l'itinéraire était prêt à 7 %.

## Données techniques
La piste, longue de 150 kilomètres, aura deux voies, large toutes les deux réunies de 2,5 mètres. Il y aura des ponts et ponceaux sur l'itinéraire. Le projet prévoit la construction de 12 aires de repos pour les cyclistes, avec des tables, bancs, toilettes, poubelles et lieux pour la réparation de vélos. Le revêtement sera soit en béton bitumineux, soit dalles de béton ou soit en béton fibré.

## Parcours

À Zelenogradsk.

La piste cyclable commencera au à la frontière lituanienne sur l'isthme de Courlande, avant de se diriger sud-ouest jusqu'à Zelenogradsk. De là, elle se dirige vers l'ouest, traversant les villes de Pionerski et de Svetlogorsk, avant de tourner direction sud au niveau du cap Taran dans l'okroug urbain de Svetlogorsk. 
La route piste continue ensuite, traversant Iantarny, et arrivant à Primorsk, où elle prend direction sud-ouest vers Baltiïsk. Une traversée en ferry s'impose sur le détroit de Baltiïsk, puis la piste retrouve terre sur la presqu'île de la Vistule, en longeant toujours la mer Baltique, avant d'atteindre la frontière polonaise.

## Eurovelo
L'itinéraire fera partie de trois itinéraires cyclables faisant partie pour deux d'entre eux d'EuroVelo:
- Euroroute R1 : itinéraire de Boulogne-sur-Mer à Saint-Pétersbourg en longeant la mer du Nord et la Baltique ;
- EuroVelo 10 : la véloroute de la Baltique, qui fait le tour de cette dernière ;
- EuroVelo 13 : « la route du rideau de fer », allant de Kirkenes à Tsarévo.